# Culicoides nilophilus
Culicoides nilophilus är en tvåvingeart som beskrevs av Jean-Jacques Kieffer 1921. Culicoides nilophilus ingår i släktet Culicoides och familjen svidknott.
Artens utbredningsområde är Sudan. Inga underarter finns listade i Catalogue of Life.